# Orkoraptor burkei
L'orkoraptor (Orkoraptor burkei) è un dinosauro carnivoro appartenente ai carnosauri. Visse nel Cretaceo superiore (Maastrichtiano, circa 70 milioni di anni fa) e i suoi resti sono stati ritrovati in Sudamerica (Argentina). È considerato l'ultimo carnosauro noto.

## Descrizione
Di questo dinosauro si conosce uno scheletro incompleto, comprendente parti del cranio, denti, vertebre della coda e una tibia parziale. Benché incompleto, il fossile ha permesso di ricostruire almeno parzialmente l'animale. Orkoraptor doveva essere un carnivoro di medie dimensioni, lungo forse sei metri, dalla corporatura relativamente leggera. Il cranio doveva essere simile a quello di un altro teropode sudamericano, Aerosteon, vissuto qualche milione di anni prima. Dai raffronti con animali simili (i Megaraptora), si suppone che Orkoraptor possedesse zampe anteriori dotate di artigli enormi e ricurvi, e lunghe zampe posteriori potenti.

## Classificazione
Questo dinosauro è stato descritto per la prima volta nel 2008, e i suoi resti sono stati ritrovati nella formazione di Pari Aike nella Patagonia meridionale, all'estremo sud del Sudamerica. Inizialmente i paleontologi ritennero che Orkoraptor fosse un celurosauro relativamente evoluto, a causa della dentatura simile a quella dei dromeosauridi e dei compsognatidi. Nel 2010, un ulteriore studio ha mostrato che Orkoraptor era un rappresentante dei Megaraptora, un nuovo clade di grandi dinosauri carnivori affini agli allosauridi, dotati di grandi artigli sulle zampe anteriori. In particolare, i più stretti parenti di Orkoraptor sembrerebbero essere stati Megaraptor e Aerosteon. Se questa attribuzione venisse confermata, Orkoraptor testimonierebbe la sopravvivenza del gruppo dei carnosauri fino alla fine del Cretaceo.

## Significato del nome
Il nome generico Orkoraptor significa "ladro del Fiume Dentato", e deriva dalla parola Aoniken Orr-Korr, il nome locale per il fiume La Leona, che si trova nei pressi della zona dove sono stati ritrovati i resti fossili di questo animale.